# Лесной (Калужская область)
Лесной — посёлок в Мещовском районе Калужской области. Входит в сельское поселение «Железнодорожная станция Кудринская».

## История
Постановлением Правительства Российской Федерации от 25 ноября 1998 года посёлок совхоза «Домашовский» переименован в посёлок Лесной.

## Население
| 2002 | 2010 |
| ---- | ---- |
| 353  | ↗406 |